# Shelton (Washington)
Pour les articles homonymes, voir Shelton.
Shelton est le siège du comté de Mason, situé dans l'État de Washington, aux États-Unis.

## Personnalités liées à la ville
- Tom Reed était un scénariste, acteur, producteur et réalisateur américain né le 24 décembre 1901 à Shelton